# Hatem Ghoula
Hatem Ghoula, né le 7 juin 1973 à Paris, est un athlète tunisien spécialiste des épreuves de marche.
Ayant multiplié les places d'honneur dans les grands championnats (11e aux Jeux olympiques d'Athènes en 2004 ou 5e aux mondiaux d'Helsinki en 2005), il obtient la médaille d'or sur 20 km marche lors des Jeux de la Francophonie de 1997 et 2001 et de bronze lors des mondiaux d'Osaka de 2007, ce qui constitue la première médaille mondiale pour la Tunisie lors de championnats du monde d'athlétisme.
Il est couronné champion d'Afrique, quatre fois consécutivement, entre 1996 à 2002 sur le 20 km.
En 1997, il établit un record d'Afrique de 1 h 19 min 2 s sur 20 km marche, qui tient jusqu'en 2021. Il a aussi détenu le record d'Afrique du 50 km marche, établi en 2007 en 3 h 58 min 44 s.

## Palmarès

### Jeux olympiques d'été
- Jeux olympiques de 2000 à Sydney (Australie) :
  - 36e sur l'épreuve du 20 km marche (1 h 28 min 16 s)
- Jeux olympiques de 2004 à Athènes (Grèce) :
  - 11e sur l'épreuve du 20 km marche (1 h 22 min 59 s)
- Jeux olympiques de 2008 à Pékin (Chine) :
  - 27e sur l'épreuve du 20 km marche (1 h 23 min 44 s)

### Championnats du monde
| Catégorie / Année | Stuttgart 1993      | Göteborg 1995       | Athènes 1997       | Seville 1999        | Edmonton 2001       | Paris 2003          | Helsinki 2005      | Osaka 2007             |
| ----------------- | ------------------- | ------------------- | ------------------ | ------------------- | ------------------- | ------------------- | ------------------ | ---------------------- |
| 20 km marche      | 32e 1 h 33 min 24 s | 30e 1 h 32 min 17 s | 9e 1 h 23 min 49 s | 16e 1 h 28 min 36 s | 10e 1 h 23 min 14 s | 14e 1 h 21 min 12 s | 5e 1 h 20 min 19 s | Bronze 1 h 22 min 40 s |

### Championnats d'Afrique d'athlétisme
- Médaille d'or du 20 km marche en 2002 à Radès
- Médaille d'or du 20 km marche en 2000 à Alger
- Médaille d'or du 20 km marche en 1998 à Dakar
- Médaille d'or du 20 km marche en 1996 à Yaoundé
- Médaille d'argent du 20 km marche en 2006 à Bambous

### Championnats d'Afrique de marche
- Médaille d'or du 10 km marche en 1999 à Boumerdès
- Médaille d'or du 10 km marche en 2005 à Tunis

### Jeux africains
- Médaille d'or du 20 km marche en 2007 à Alger
- Médaille d'or du 20 km marche en 2003 à Abuja